# Eupithecia hellenata
Eupithecia hellenata là một loài bướm đêm trong họ Geometridae.